# Stone, Carpenter & Willson
Stone, Carpenter & Willson fue un estudio de arquitectura con sede en la ciudad Providence, la capital del estado de Rhode Island (Estados Unidos). Funcionó a finales del siglo XIX y principios del XX. Sus socios fueron Alfred Stone (1834–1908), Charles E. Carpenter (1845–1923). y Edmund R. Willson (1856–1906). La firma fue una de las más prominentes del estado. Se fundó hacia 1885 cuando Willson se convirtió en socio de pleno derecho en el estudio de arquitectura ya existente en Providence de Stone & Carpenter. Entre sus obras más destacadas se encuentran la Union Station, la Biblioteca Pública de Providence, el Union Trust Company Building, el Telephone Building y varias mansiones residenciales, como la Casa de Israel B. Mason.

## Los socios
Alfred Stone nació en East Machias, en 1834. Asistió a la Academia Washington en esa ciudad. Más tarde, su familia se mudó a Salem. Después de graduarse de la escuela secundaria, comenzó su formación arquitectónica. Trabajó para Towle & Foster, Shepard S. Woodcock, Washburn & Brown y Arthur Gilman. En 1859 comenzó a trabajar para el arquitecto Alpheus C. Morse de Providence. Allí estudió hasta el estallido de la Guerra de Secesión. Intentó alistarse, pero lo rechazaron por cuenta de una lesión en la rodilla. Luego trabajó para varios establecimientos comerciales y también viajó a las islas británicas. Abrió una oficina arquitectónica en Providence en 1864. De 1866 a 1871, William H. Emmerton, también natural de Salem, fue socio de Stone. Emmerton murió en el Gran accidente de tren de Revere de 1871. Ejerció solo hasta 1873, cuando Charles E. Carpenter se convirtió en socio. Esta asociación se mantuvo sin cambios durante una década, cuando se agregó Willson. Stone murió el 4 de diciembre de 1908 en Peterborough.

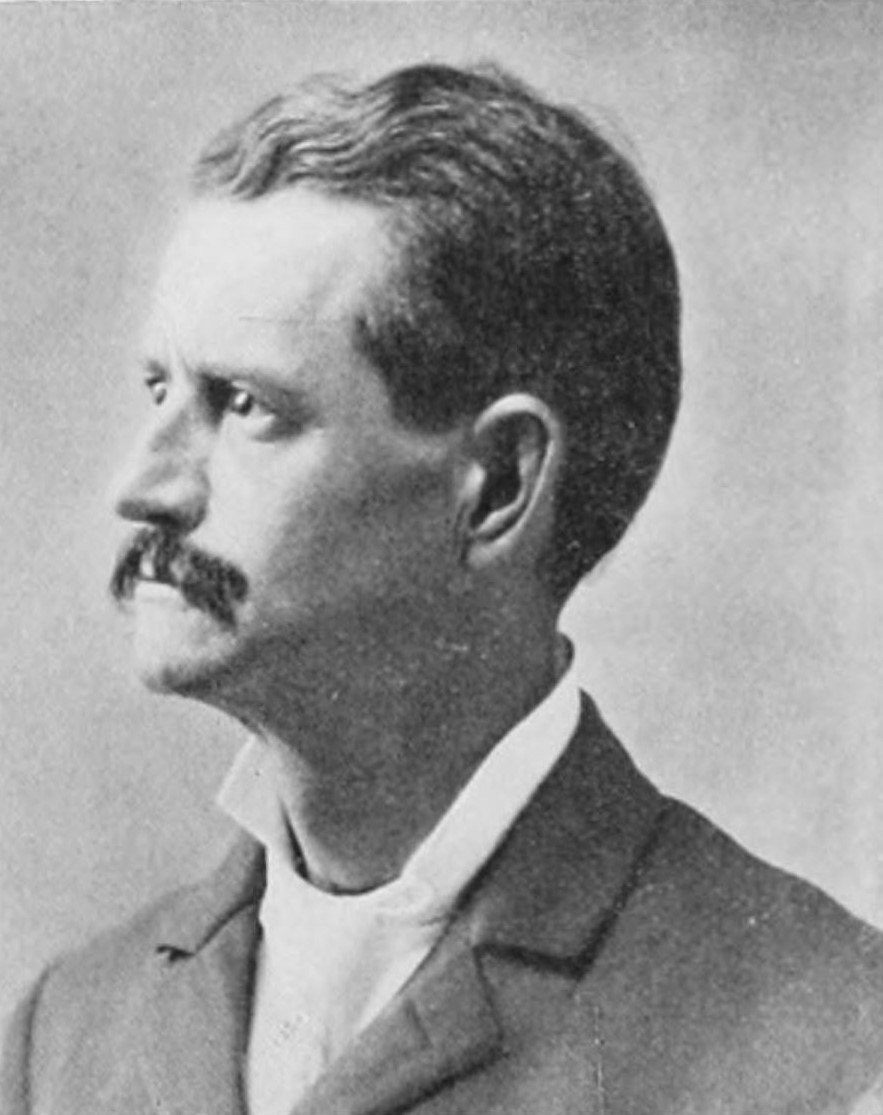
CE Carpenter, 1897.

Charles Edmund Carpenter nació en Pawtucket el 1 de mayo de 1845. Asistió a las escuelas públicas hasta los 17 años, cuando se alistó en el Ejército de la Unión. Fue dado de alta tres meses después y volvió a la escuela. Comenzó a trabajar con el ingeniero civil de Providence, William S. Haines, y aprendió la profesión. Se interesó por la arquitectura y decidió estudiarla. Entró en la oficina de Alfred Stone en 1867 y fue nombrado socio en 1873. Se retiró de los asuntos de la empresa en 1908, tras la muerte de Stone. Murió en 1923.
Carpenter se incorporó como miembro al American Institute of Architects en 1875 y fue uno de los fundadores de la rama de Rhode Island el mismo año.
En 1894, contrajo matrimonio con Eudora C. Sheldon, hermana de Walter G. Sheldon.
Edmund Russell Willson nació el 21 de abril de 1856, en West Roxbury, ahora parte de Boston. Era hijo de Edmund B. Willson, pastor, y de Martha Anne (Buttrick) Willson. En 1859, se mudó con su familia a Salem, donde su padre se hizo cargo de la Iglesia del Norte, ahora la Primera Iglesia en Salem. Edmund R. Willson asistió a la escuela secundaria de Salem y se graduó a la edad de 15 años en 1871. Luego ingresó en la Universidad de Harvard. Estuvo allí cuatro años, graduándose en 1875. Después, encontró un puesto en el estudio de Peabody & Stearns, los principales arquitectos de Boston. También tomó un curso adicional de arquitectura de 9 meses en el Instituto de Tecnología de Massachusetts. Después de un año, dejó Peabody & Stearns y se incorporó a Sturgis & Brigham. Después de un año y medio allí, abandonó Boston y se mudó a la ciudad de Nueva York, donde trabajó con Charles Follen McKim en McKimad & Bigelow. McKim, al reconocer el talento y el potencial de Willson, lo convenció de estudiar en el extranjero. Partió en mayo de 1879, con un amigo, William E. Chamberlin. No mucho después de su llegada a París, Willson y Chamberlin obtuvieron la admisión en la Escuela de Bellas Artes, y ambos ingresaron al taller de Joseph Auguste Émile Vaudremer. Regresó a los Estados Unidos en diciembre de 1881. A principios de 1882 obtuvo un puesto en la firma de Providence de Stone & Carpenter. Pronto se le asignó un puesto de alta responsabilidad, llevando los diseños de la empresa en una nueva dirección. Reconociendo esto, en 1883 Alfred Stone y Charles E. Carpenter decidieron admitirlo como socio menor. Se le otorgó una sociedad completa alrededor de 1885, y la firma se convirtió oficialmente en Stone, Carpenter & Willson. Permaneció con ellos hasta su muerte. El 14 de diciembre de 1882 Willson se casó con Anne Lemoine (Frost) Willson, a quien había conocido en Salem. Murió el 9 de septiembre de 1906 en Petersham. En 1884, Willson se unió al American Institute of Architects y se convirtió en miembro en 1889 cuando la AIA se fusionó con la Western Association of Architects y todos los miembros se convirtieron en miembros.
En 1901, se agregó un cuarto socio, Walter G. Sheldon. Sheldon había trabajado en la firma durante al menos una década. A pesar del nuevo socio, el de Sheldon no se agregó al nombre de la empresa. Sin embargo, después de la muerte de Willson, la firma pasó a llamarse Stone, Carpenter & Sheldon, que conservó hasta su final en la década de 1920. Otros socios posteriores incluyeron al hijo de Sheldon, Gilbert Sheldon, y William C. Mustard.

## Obras arquitectónicas

### En Providence
- Conrad Building, 373 Westminster St., (1885)[12]

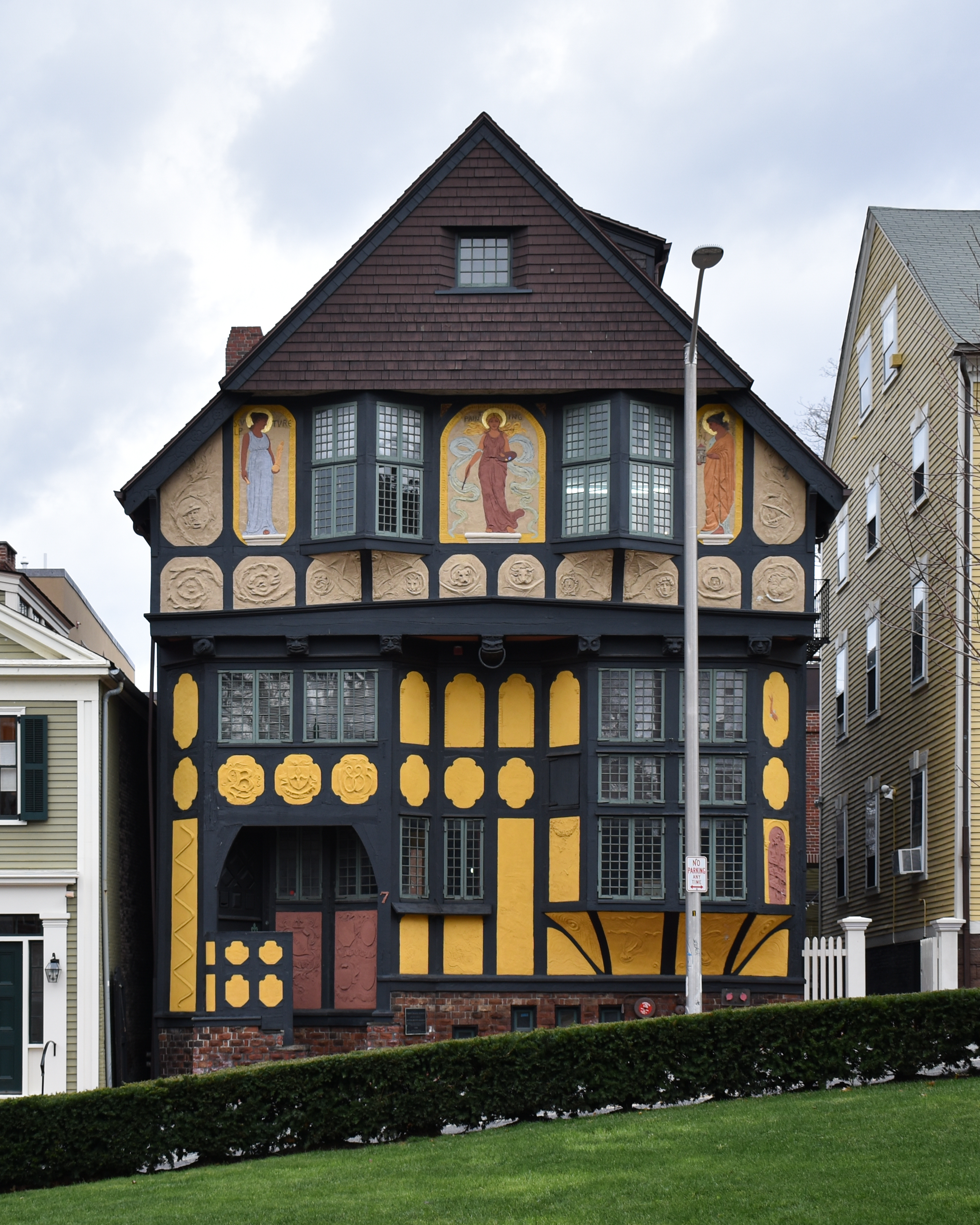
Estudios Fleur-de-lys (1885)

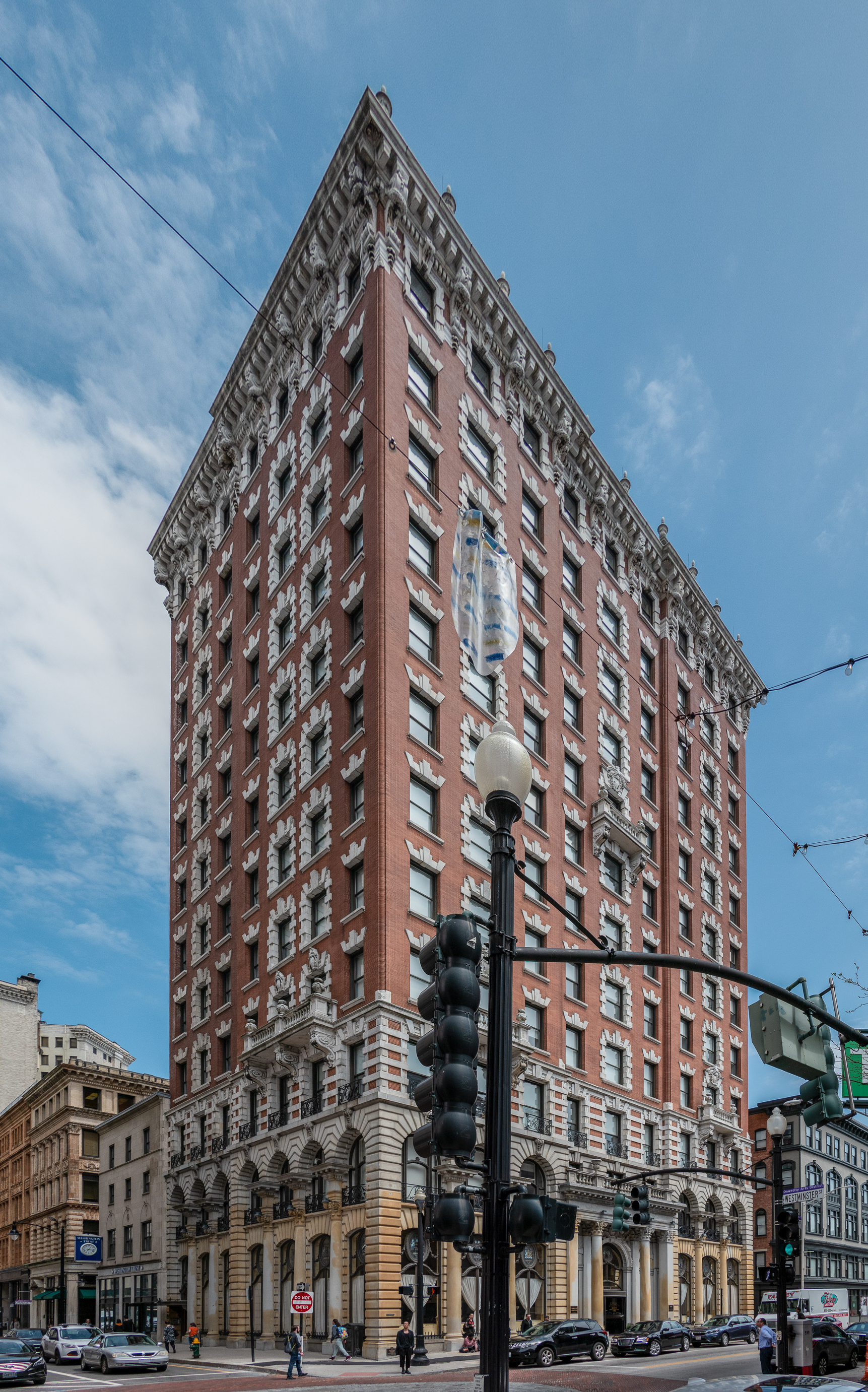
Union Trust Company Building

- Fleur-de-lys Studios, 7 Thomas St., (1885)[12]
- George M. Smith House, 165 Hope St., (1886)[12]
- Granville Gardiner House, 323 Angell St., (1886)
- Sawyer Building, Butler Hospital, 345 Blackstone Blvd., (1886)[13]
- Zechariah Chaffee, Jr. House, 169 Hope St., (1886) - This house was moved from 129 Hope in 1977.
- Stephen Waterman House, 70 Stimson Ave., (1887)[12]
- William Wilkinson Building, 210 Westminster St., (1887)
- Y.M.C.A., 519 Westminster St., (1887) - Demolido en 1913.
- Enterprise Building, 7 Eddy St, (1888) - Demolido.
- Estelle R. Jackson House, 8 Young Orchard Ave., (1888) - Demolido en los años 1970.
- Exchange Bank Building, 59 Westminster St., (1888)[12]
- Israel B. Mason House, 571 Broad St., (1888)[12]
- James Bartlett, Jr. House, 254 Knight St., (1888)
- Wilbour Hall, Prospect and George Streets (1888)[14]
- Jeffrey Davis House, 260 Elmwood Ave., (1888)[12]
- John McManus House, 265 Bowen St., (1888)[15]
- Lyman Klapp House, 217 Hope St., (1888)[12]
- James A. Potter House, 359 Broad St., (1889)[12]
- Josephine Rathbone House, 305 Hope St., (1889)
- Joseph E. Fletcher House, 19 Stimson Ave., (1889)[12]
- Lyman Hall, 83 Waterman St., Brown University, (1889)[12]
- Waterman Building, 12 Olneyville Sq., Olneyville, (1890) - Los 2 pisos superiores fueron removidos tras el huracán Carol
- Burrill Building, 291 Westminster St., (1891)[12]
- Edmund T. Moulton House, 246 Hope St., (1891)[12]
- Ladd Observatory, 210 Doyle Ave., (1891)[16]
- South Main Street Fire Station, 303 S. Main St., (1891)
- G. Richmond Parsons House, 276 George St., (1892)[12]
- Industrial Trust Co. Building (First), 49 Westminster St., (1892) - Demolido hacia 1970.
- Main Building, Rhode Island School for the Deaf, 520 Hope St., (1892) - Demolido.
- George H. Dart House, 16 Stimson Ave., (1893)[12]
- Telephone Building, 112 Union St., (1893)[17]
- Central Police Station, 157 Fountain St., (1894) - Demolido.
- Frederick M. Sackett House, 177 George St., (1894)
- Lauderdale & Francis Buildings, 136 & 146 Westminster St., (1894)[12]
- Ida M. and William L. Slade house, 40 Irving Ave., (1896)
- C. Morris Smith House, 112 Benevolent St., (1895) - Demolido en 1966.
- Robert W. Taft House, 154 Hope St., (1895)[12]
- Frank W. Matteson House, 38 Cushing St., (1896)
- Biblioteca Pública de Providence, 150 Empire St., (1896) - Inaugurado en 1900.[12]
- Providence Union Station, 36 Exchange Ter., (1896)[12]
- Remodeling, Providence Institution for Savings Building, 128 S. Main St., (1896)[12]
- Carl Barus House, 30 Elmgrove Ave., (1897)
- Charles H. Warren House, 168 Governor St., (1897)
- John M. Rounds House, 72 Taber Ave., (1897)
- Pembroke Hall, 172 Meeting St., Pembroke College, Providence - Pembroke is now part of Brown University.[12]
- George O. Sackett House, 37 Arlington Ave., (1899)[18]
- Southwest Pavilion, Rhode Island Hospital, 593 Eddy St., (1899)
- Addition, University Club, 219 Benefit St., (1900)[12]
- Brunonia Hall, 175 Thayer St., Brown University, (1900) - Demolido.
- James M. Anthony House, 15 Arch St., (1900)
- Union Trust Co. Building, 62 Dorrance St., (1900)[12]
- Remodeling for Marsden J. Perry, John Brown House, 52 Power St., (1901)[12]
- Archie McMutry House, 41 Moore St., (1902)
- Edward B. Aldrich House, 144 Meeting St., (1902)
- John N. Mason Building, 169 Weybosset St., (1903) - The facade of this building was altered in 2002.
- Pendleton HouseSD Museum of Art, 224 Benefit St., (1904)[12]
- Administration Building, Swan Point Cemetery, 585 Blackstone Blvd., (1905)[12]
- Gerald M. Richmond House, 166 Waterman St., (1905)
- James P. Tierney House, 275 Olney St., (1905)[12]
- Remodeling for Nelson W. Aldrich, Robert S. Burroughs House, 110 Benevolent St., (1905)[12]
- Harold T. Merriman House, 158 Governor St., (1906)
- Sayles Gymnasium, 95 Cushing St., Pembroke College, (1906)[12]

### En otras partes del condado de Providence
- Rhode Island State Almshouse, 1511 Pontiac Ave., Howard, Cranston (1888)
- Pacific National Bank Building, 255 Main St., Pawtucket (1890) -Los pisos superiores fueron remodelados hacia 1937.[19]
- Wheaton Building, 228 Main St., Pawtucket (1892) - Ahora el edificio Toole, fue remodelado en 1922.[19]
- Bridge Mill Power Plant, 25 Roosevelt Ave., Pawtucket (1893)
- Pawtucket Boys Club, 53 East Ave., Pawtucket (1902)[20]

### En el condado de Brístol
- Henry J. Steere House, 100 Nayatt Rd., Nayatt, Barrington (1885) - Demolido, basada en la Nightingale-Brown House.[21]
- Barrington Town Hall, 283 County Rd., Barrington (1887)[17]
- Industrial Trust Co. Branch,  414 Main St., Warren (1906)[17]

### En el condado de Newport
- The Mill (Adeline E. H. Slicer Cottage), 581 W. Main Rd., Little Compton (1886)[17]
- The Rock (Clarence T. Gardner Cottage), Round Pond Rd., Little Compton (1886)[22]
- Gatherem (Edwin W. Winter Cottage), 28 Grinnell Rd., Little Compton (1905)[17]

### En el condado de Washington

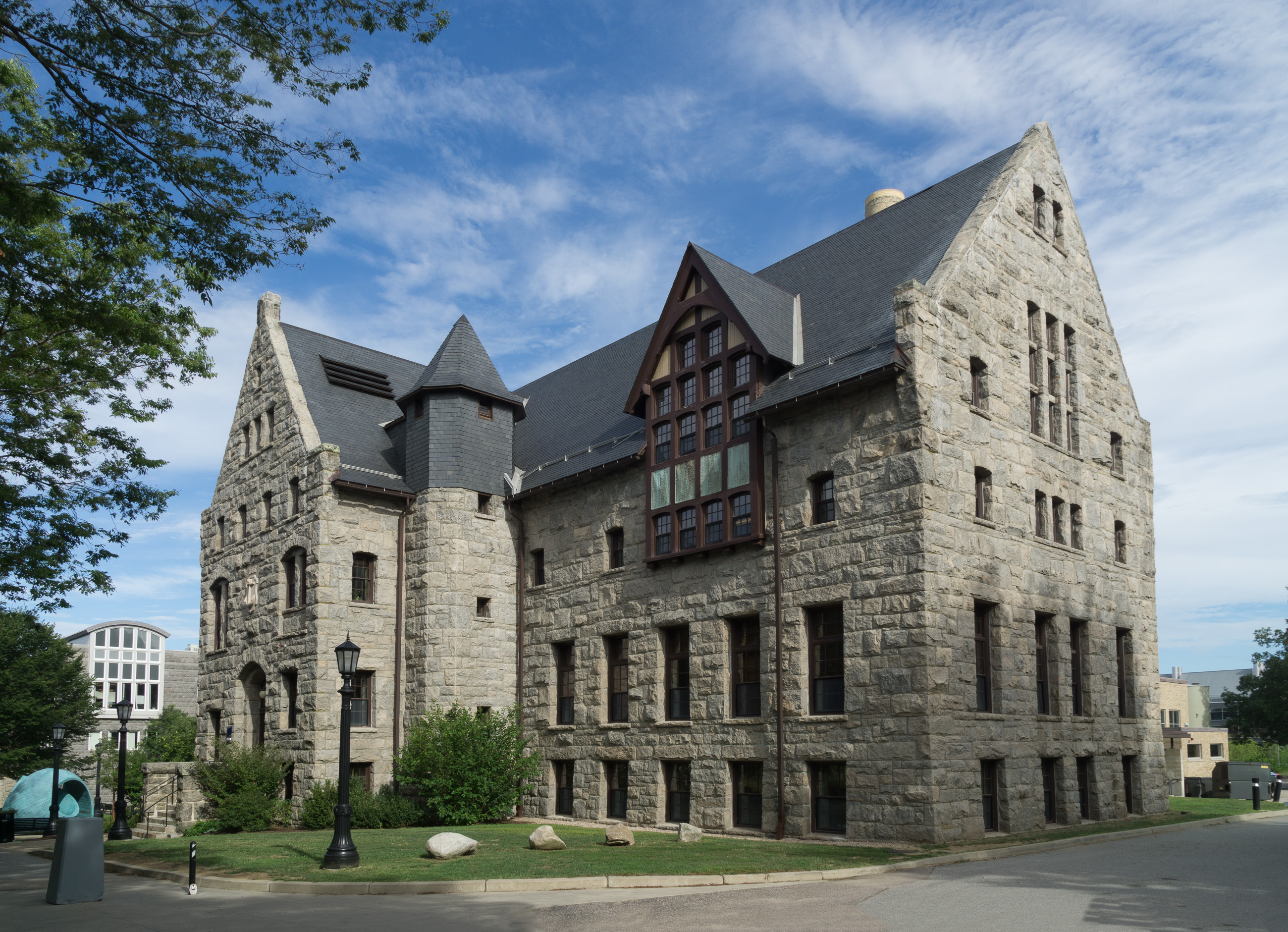
Lippitt Hall, Universidad de Rhode Island (1897)

- Davis Hall, 10 Lippitt Rd., University of Rhode Island, Kingston, South Kingstown (1895)[17]
- Lippitt Hall, 5 Lippitt Rd., University of Rhode Island, Kingston, South Kingstown (1897)[17]

### En el condado de Kent
- Outbuildings, Indian Oaks (Nelson W. Aldrich estate), 836 Warwick Neck Ave., Warwick (1899 et al.)

### En otros estados
- Petersham Memorial Library,[23] 23 Common St., Petersham (1889)
- Frank E. Richmond Cottage, Grindstone Neck, Winter Harbor (1891)
- Rhode Island State Building, World's Columbian Exhibition, Chicago (1893) - Demolido tras la feria.
- Scoville Memorial Library, 38 Main St., Salisbury (1894)
- Nichewaug Inn, 25 Common St., Petersham (1899)
- "Short Acre", 16 North Main St., Petersham (1899) - remodel of Arron Brooks Jr., house (circa 1829)
- Whitney Memorial Library, 738 Main St., Bolton (1903)
- Petersham Center School, 31 Spring St., Petersham (1905)
- Strathglass Building, 25 Hartford St., Rumford (1906)

## Galería

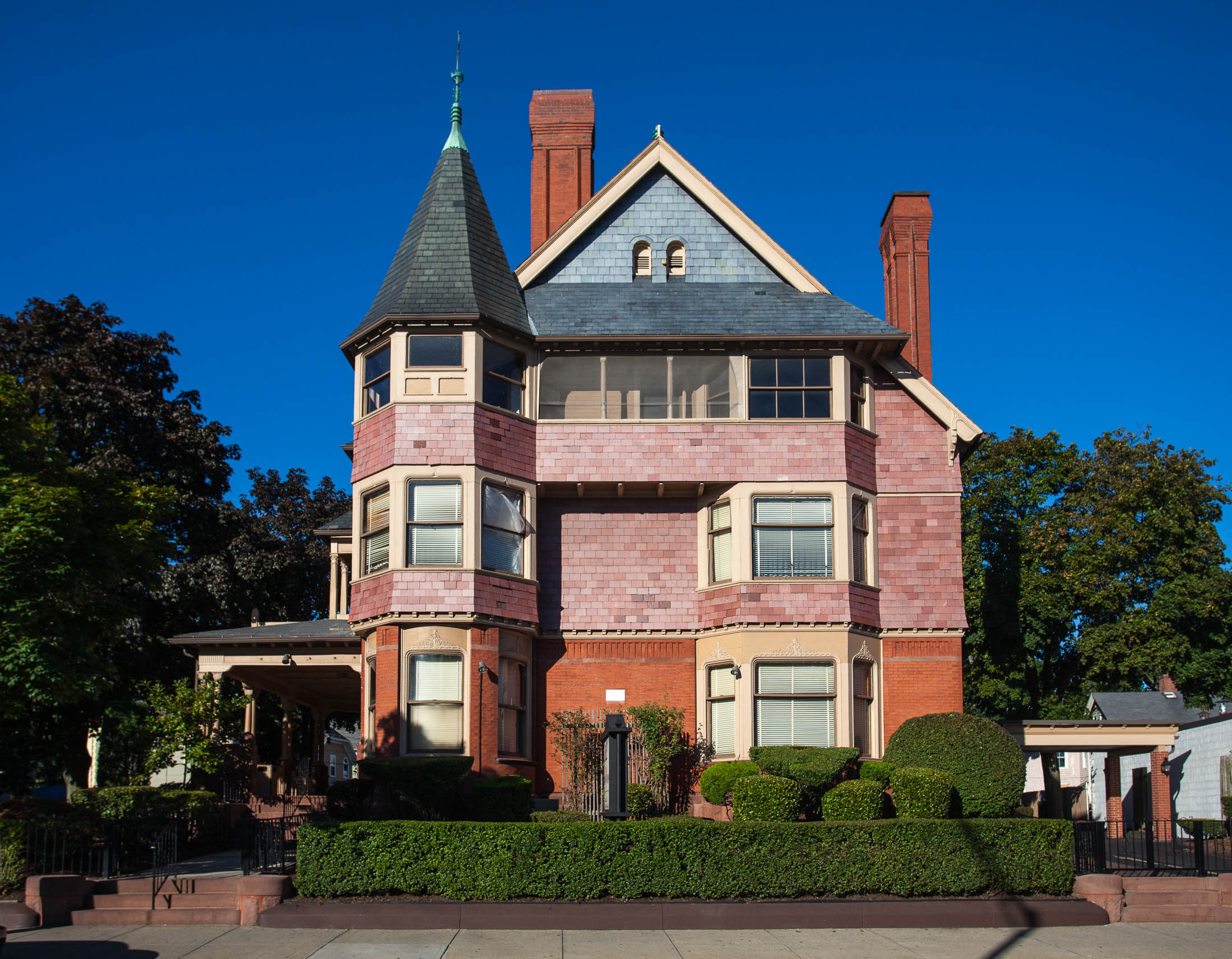
Casa de Israel B. Mason, Providence, 1888
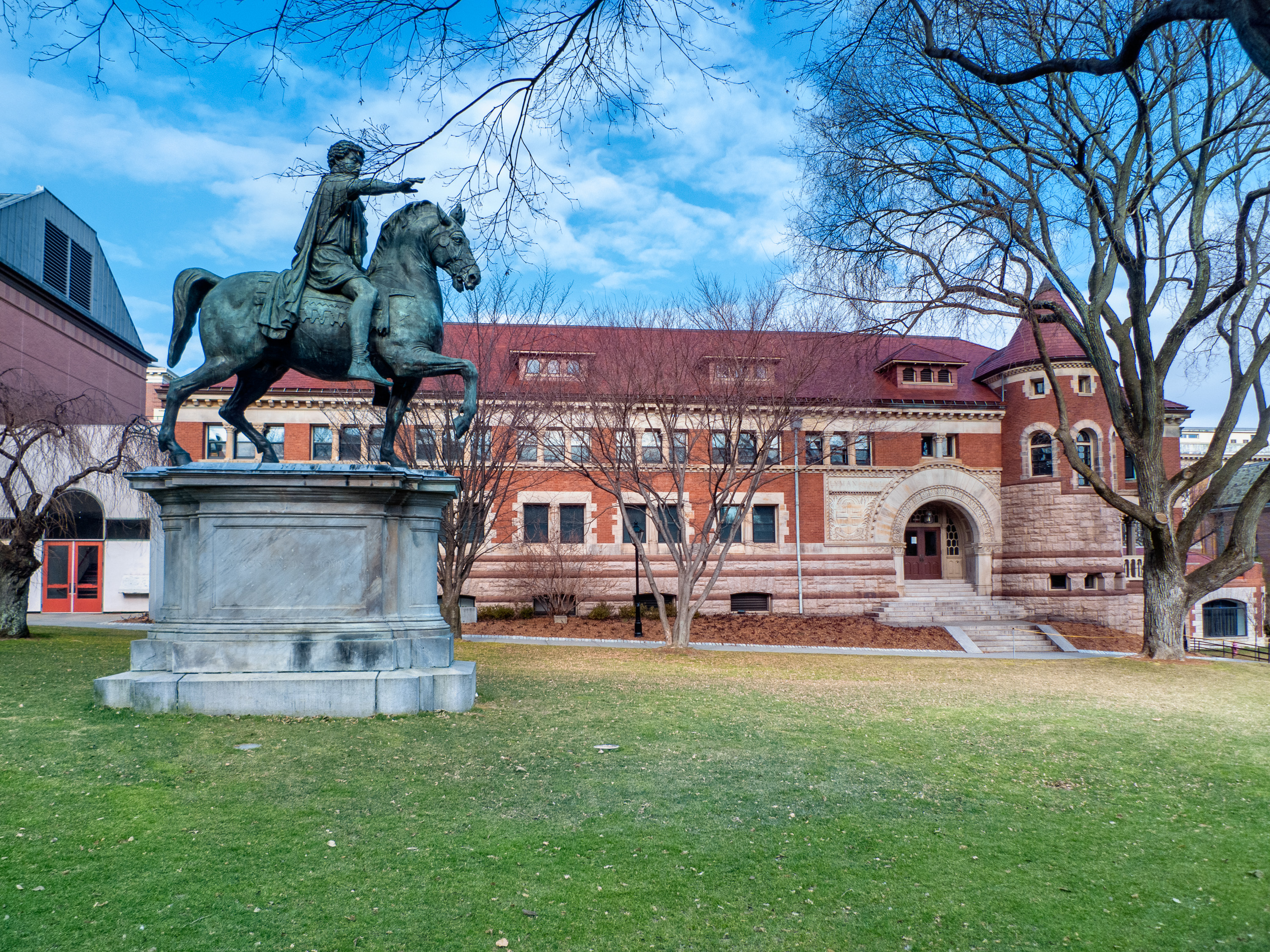
Lyman Hall, Brown University, 1889
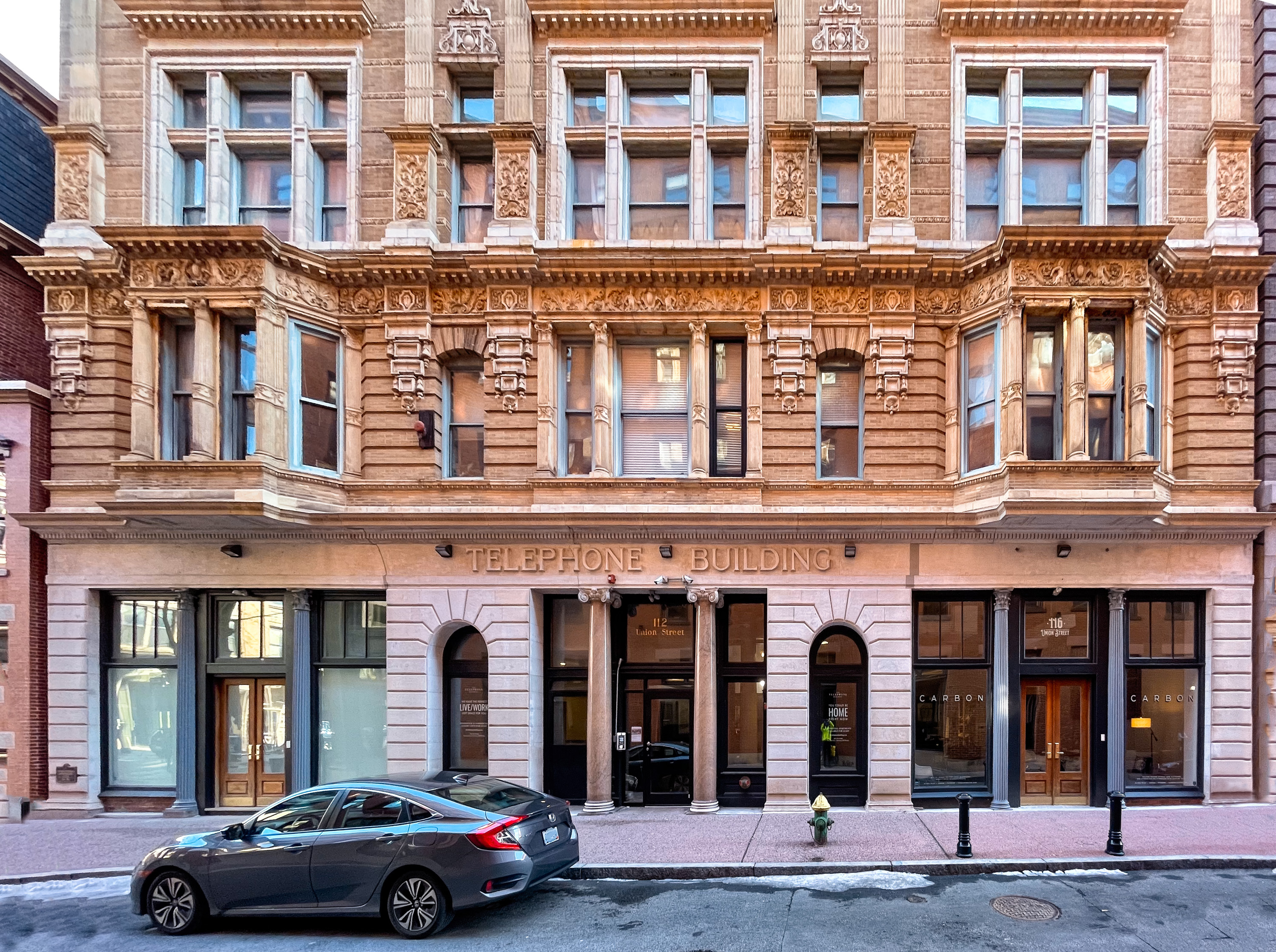
Telephone Building, Providence, 1893
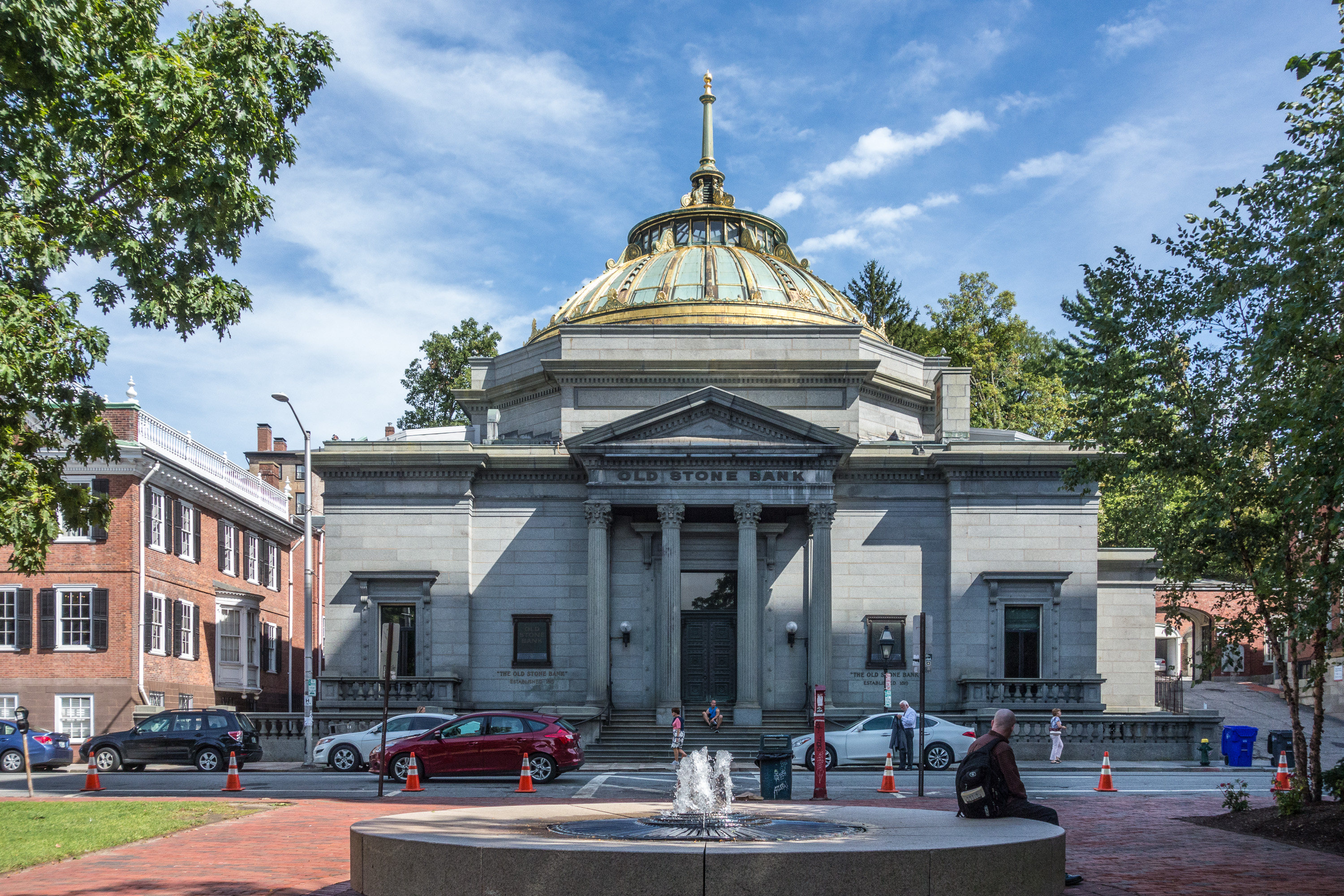
Old Stone Bank, Providence, 1896
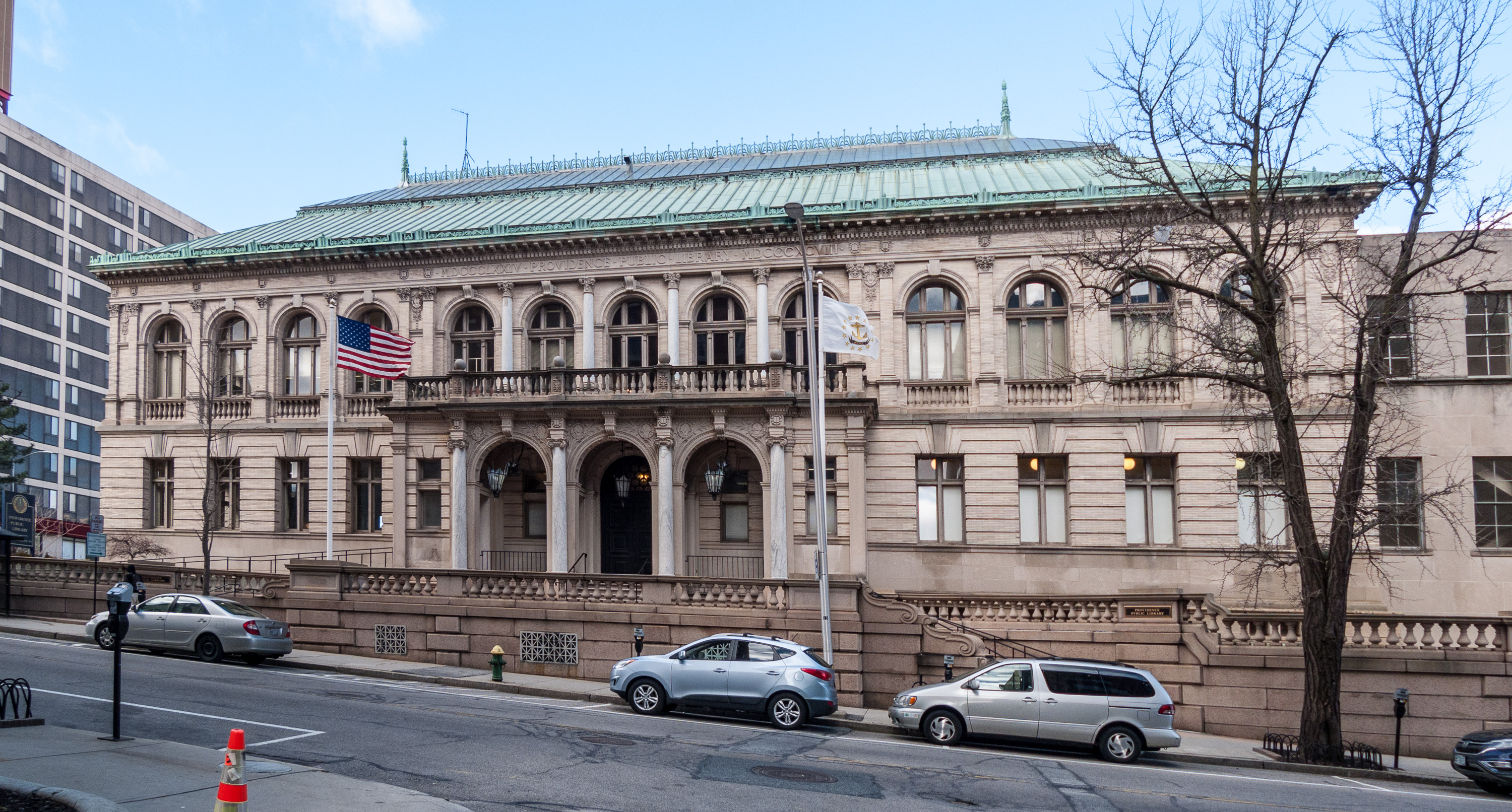
Biblioteca Pública de Providence, Providence, 1896
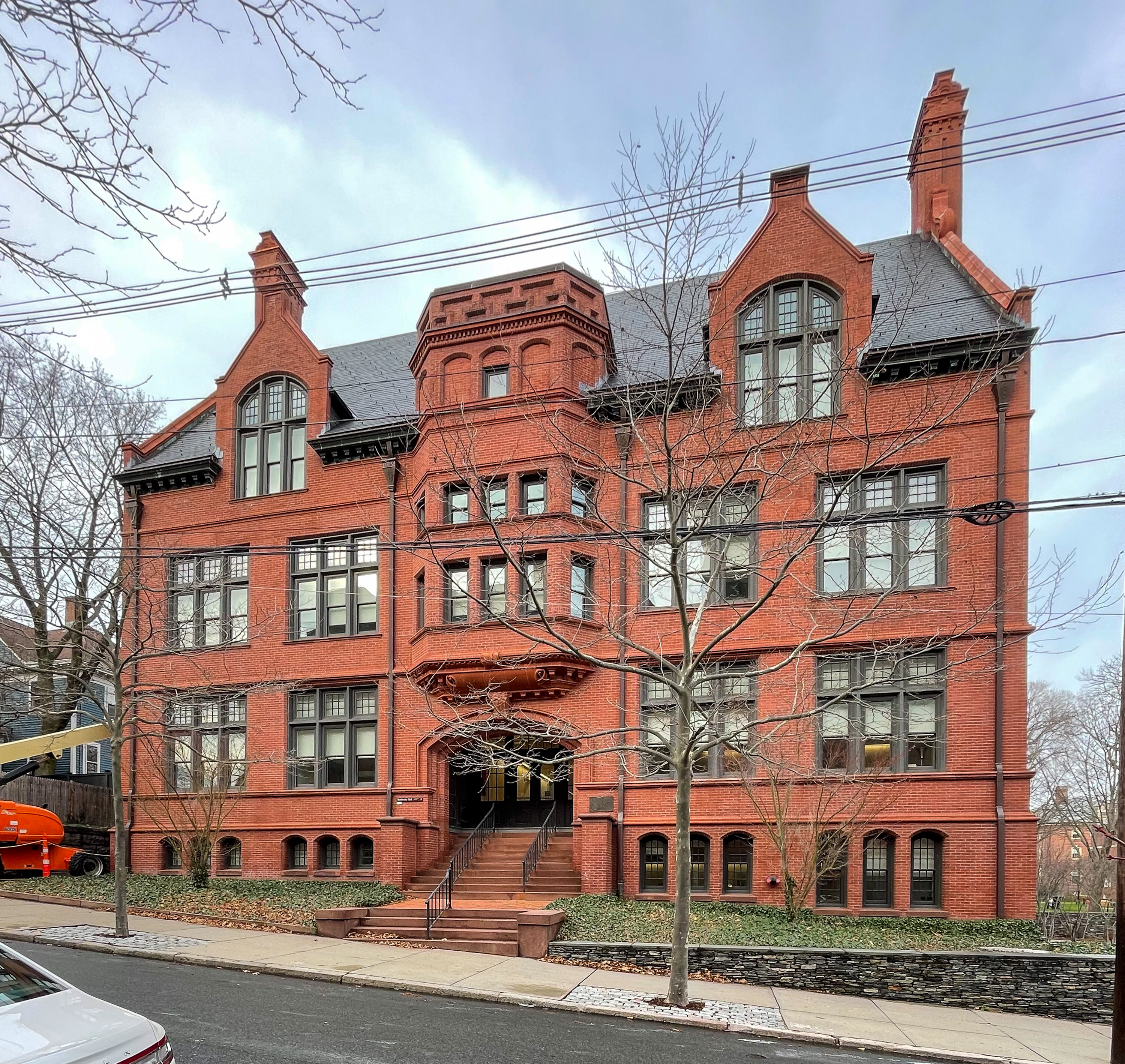
Pembroke Hall, Pembroke College, 1897
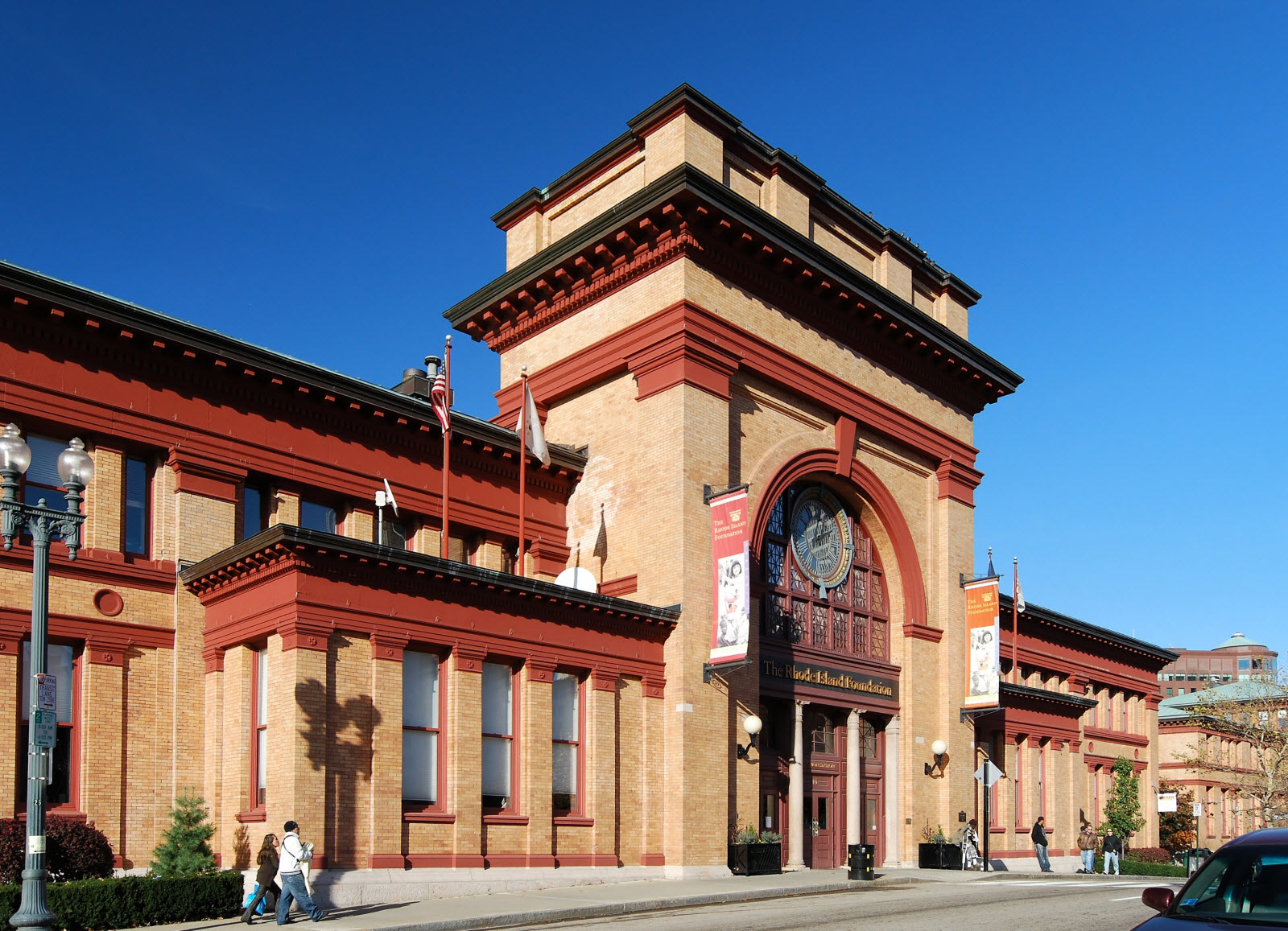
Union Station, Providence, 1896
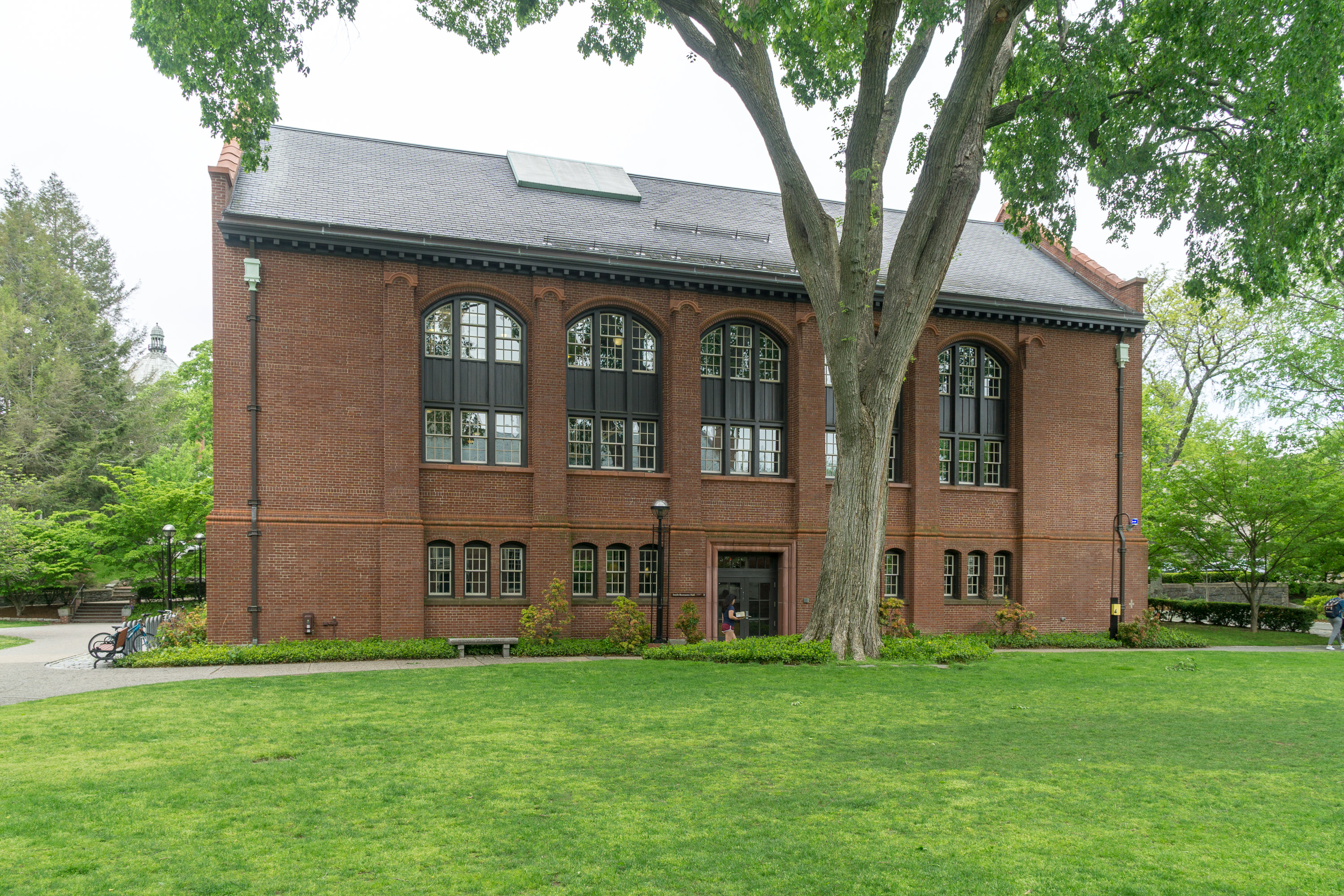
Sayles Gymnasium, now Smith-Buonanno Hall, Pembroke College, 1907